# Конкубіна
Конкубі́на (лат. concubina), наложниця — жінка, що живе з чоловіком у відкритому, неприхованому і зазвичай тривалому сексуальному зв'язку, так званому конкубінаті. На відміну від багатоженства, вона і народжені від такого зв'язку діти не мали права на спадок батька. Друга відмінність — відсутність весільної церемонії і відсутність претензій чоловіка у випадку, якщо жінка-конкубіна піде до іншого.
Нешлюбну жінку в князівській Україні-Русі називали меншицею.

## Римське право
У римському праві постійне (не випадкове) дозволене законом співжиття чоловіка (конкубіна) і жінки (конкубіни) називалося конкубіна́том. Конкубінат — це фактичні шлюбні відносини з наміром створити сім'ю. Конкубіна не розділяла соціального становища чоловіка. Крім того, чоловік в республіканську епоху міг перебувати і в законному шлюбі, і в конкубінаті (з різними жінками) одночасно. Діти, відповідно, набували статусу матері, а не батька, хоч не були для нього юридично сторонні як позашлюбні діти. За певних умов діти від конкубіни мали право на утримання від батька та могли спадкувати частину його майна, а якщо батько їх узаконив, то повністю підпадали під його владу.
Способи узаконення дітей від конкубіни:
1. при укладенні шлюбу з матір'ю дітей (legitimatio per subsequens matrimonium);
2. шляхом висунення сина в стан місцевих декуріонів, попередньо наділивши його майном;
3. шляхом визнання доньки спадкоємицею у разі її одруження з декуріоном;
4. шляхом видачі рескрипту (дозволу) імператора на прохання батька у разі смерті матері, або на прохання сина чи доньки у разі смерті батька, якщо він визнав їх спадкоємцями.

Правове становище конкубіни в значній мірі залежало від її соціального походження. Наприклад, якщо конкубіна-вільновідпущениця мала певні зобов'язання
перед патроном, з яким була пов'язана цивільними зобов'язаннями (як вільновідпущениця), то правове становище вільнонародженої жінки в конкубінаті не передбачало таких зобов'язань. Вона могла за власною волею як вступити в конкубінат, так і розірвати відповідні відносини. В іншому ж усі жінки в конкубінаті залишалися рівними, так як у відносинах з чоловіками не мали ні юридичних прав, ні обов'язків. Їх подружнє становище визначалося давньоримською правовою традицією.